# دعم فلسطين للعراق خلال حرب الخليج
في أعقاب الغزو العراقي للكويت في أغسطس/آب 1990، تبنى العديد من الفلسطينيين في الضفة الغربية وغزة موقفاً مؤيداً للعراق، في حين تبنى ياسر عرفات ومنظمة التحرير الفلسطينية موقفاً أكثر غموضاً، والذي كان يُنظر إليه على نطاق واسع على أنه مؤيد للعراق.  وكان الدعم الفلسطيني للعراق مدفوعاً بعدد من العوامل، بما في ذلك ربط الرئيس العراقي صدام حسين بين أزمة الخليج والاحتلال الإسرائيلي لفلسطين، والإحباطات إزاء المسار المتعثر للانتفاضة الأولى ، والاستياء تجاه دول الخليج الأكثر ثراءً.
ارتدّ هذا الموقف بنتائج عكسية بشكل كبير، إذ قوبل الغزو العراقي والدعم الفلسطيني له بإدانة دولية شبه إجماعية، وهُزم العراق هزيمةً ساحقة وسريعة في حرب الخليج . ونتيجةً لذلك، طُرد معظم الفلسطينيين في الكويت من البلاد، وانقطع معظم التمويل العربي لمنظمة التحرير الفلسطينية، وفرض الجيش الإسرائيلي حظر تجول لمدة ستة أسابيع على الضفة الغربية وغزة، وتضررت المكانة الدبلوماسية لمنظمة التحرير الفلسطينية بشدة. وصف فيليب مطر من معهد الدراسات الفلسطينية حرب الخليج بأنها "واحدة من أسوأ النكسات التي تعرض لها الفلسطينيون في العصر الحديث".  وكتب أنتوني لويس من صحيفة نيويورك تايمز أن "القومية الفلسطينية ارتكبت على مدى عقود طويلة أخطاءً سياسيةً فادحة. ولعل هذه هي أسوأها". 

## خلفية

### الانتفاضة الأولى
كانت الانتفاضة الأولى انتفاضة جماهيرية قام بها الفلسطينيون ضد الاحتلال الإسرائيلي والتي بدأت في ديسمبر 1987. خلال مراحلها الأولى، كانت الانتفاضة سلمية إلى حد كبير، مع إجراءات بما في ذلك الإضرابات العمالية، والإضرابات الضريبية ، ومقاطعة البضائع الإسرائيلية، ومقاطعة المؤسسات الإسرائيلية، والمظاهرات، وإنشاء الفصول الدراسية والتعاونيات السرية ، ورفع العلم الفلسطيني المحظور، والعصيان المدني.     ردت الحكومة الإسرائيلية على الانتفاضة بحملة قمع قاسية، حيث تعهد وزير الدفاع إسحاق رابين بقمعها باستخدام "القوة والجبروت والضرب"، بما في ذلك إصدار أوامر للجنود الإسرائيليين بكسر عظام المتظاهرين الفلسطينيين، وفرض عمليات إغلاق واسعة النطاق على المدن الفلسطينية، والاعتقالات الجماعية، وهدم المنازل الفلسطينية.   خلال المراحل الأخيرة من الانتفاضة، ومع إلحاق القمع الإسرائيلي أضرارًا بالغة بالاقتصاد والمعنويات الفلسطينية، ومع صراع قيادة منظمة التحرير الفلسطينية في المنفى لتولي سيطرة أكبر على الانتفاضة من القيادة الوطنية الموحدة للانتفاضة ، ومع نمو الفصائل الإسلامية المتطرفة بشكل كبير، أصبحت الانتفاضة أكثر عنفًا خلال مراحلها الأخيرة، بما في ذلك العنف السياسي الداخلي الفلسطيني ضد المتعاونين المزعومين.   

### الفلسطينيون في الكويت
في عام 1990، كان هناك جالية فلسطينية كبيرة في الكويت، حيث بلغ عدد الفلسطينيين المقيمين في البلاد 400000. ومثلت هذه الجالية أكبر عدد من السكان غير الكويتيين في الكويت وثالث أكبر جالية للشتات الفلسطيني في العالم.  ولعبت هذه الجالية دورًا مهمًا في الكويت خلال النصف الثاني من القرن العشرين، ولا سيما تمثيلها المفرط بين معلمي المدارس في الكويت.  ومع ذلك، بحلول أواخر الثمانينيات، ازدادت التوترات بين الجالية الفلسطينية في الكويت والسلطات الكويتية. تعني قوانين التجنيس التقييدية أن القليل من الفلسطينيين تمكنوا من الحصول على الجنسية الكويتية، حتى أولئك الذين ولدوا في الكويت، مما حد بشكل كبير من فرص التعليم والعمل للفلسطينيين. وفي أعقاب الركود الاقتصادي في الكويت في أوائل الثمانينيات ، تبنت الحكومة أيضًا سياسة الكويتة، بهدف استبدال العمال غير المواطنين بالمواطنين، وخفض التمويل لمبادرات المساعدات الأجنبية، بما في ذلك خفض دعمها لمنظمة التحرير الفلسطينية بنسبة 50٪ تقريبًا. 

### الغزو العراقي للكويت
في 2 أغسطس 1990، غزا العراق بقيادة صدام حسين الكويت . أثار الغزو إدانة دولية شبه إجماعية، وبلغت ذروتها بقرار مجلس الأمن التابع للأمم المتحدة رقم 678 الذي أعطى الحكومة العراقية مهلة نهائية في 15 يناير 1991 لسحب قواتها من الكويت أو مواجهة تدخل عسكري محتمل. بعد أن فشلت الحكومة العراقية في القيام بذلك، بدأ تحالف مكون من 42 دولة حملة قصف جوي ضد القوات العراقية في 17 يناير 1991. وفي وقت لاحق من ذلك اليوم، بدأت الحكومة العراقية في إطلاق الصواريخ باتجاه إسرائيل في محاولة لاستفزاز الحكومة الإسرائيلية للانضمام إلى الحرب، والتي كانت تأمل أن تدفع الدول ذات الأغلبية المسلمة إلى الانسحاب من التحالف. أطلق العراق ما مجموعه 42 صاروخ سكود على إسرائيل بين 17 يناير و23 فبراير 1991، مما أسفر عن مقتل مدنيين اثنين بشكل مباشر وما يصل إلى 74 بشكل غير مباشر. لم تنضم إسرائيل إلى التحالف، وبحلول نهاية فبراير 1991، حُرِّرَت الكويت . 

## تاريخ

### مواقف وتصريحات منظمة التحرير الفلسطينية
وفقًا للصحفيين جاك أندرسون وديل فان آتا ، فقد فاجأ الغزو العراقي للكويت في أوائل أغسطس 1990 زعيم منظمة التحرير الفلسطينية ياسر عرفات .  في اجتماع وزراء خارجية جامعة الدول العربية في 3 أغسطس 1990، امتنعت منظمة التحرير الفلسطينية عن التصويت على القرار الذي يدين الغزو العراقي ولكنه يرفض التدخل الأجنبي. في 4 أغسطس، امتنعت منظمة التحرير الفلسطينية عن التصويت على قرار منظمة التعاون الإسلامي الذي يدين الغزو. في 10 أغسطس، صوتت منظمة التحرير الفلسطينية ضد قرار جديد لوزراء خارجية جامعة الدول العربية يدين الغزو والذي تضمن الآن لغة تدعو إلى حق دول الخليج في الدفاع عن النفس.  
أيدت عدة فصائل من منظمة التحرير الفلسطينية الغزو العراقي صراحةً، بما في ذلك الجبهة الشعبية لتحرير فلسطين .  ودعا الأمين العام للجبهة الشعبية لتحرير فلسطين، جورج حبش، "الجماهير العربية وجميع قواها الوطنية والديمقراطية والتقدمية إلى مقاومة الغزو الأمريكي للمنطقة العربية".  وفي أوائل سبتمبر 1990، قام حبش بأول زيارة له إلى العراق منذ أربعة عشر عامًا للقاء حسين.  كما أيد محمد زيدان ، زعيم الفصيل الفلسطيني الصغير، جبهة تحرير فلسطين ، المتمركز في العراق، الغزو العراقي، واصفًا إياه بأنه "يوم النصر العظيم" الذي سيؤدي إلى "الوحدة العربية والصحوة". 
وفقًا لفيليب مطر من معهد الدراسات الفلسطينية ، بحلول منتصف أغسطس 1990، ورغم أن منظمة التحرير الفلسطينية لم تدعم الغزو العراقي صراحةً، فقد نشأ تصور "في معظم أنحاء العالم - بما في ذلك بين الفلسطينيين في الضفة الغربية وقطاع غزة والأردن - بأن منظمة التحرير الفلسطينية تدعم صدام وتعارض الإجماع الدولي".  ونتيجةً لذلك، بدأ بعض الأعضاء المعتدلين البارزين في منظمة التحرير الفلسطينية بإصدار بيانات من تلقاء أنفسهم، ومنهم صلاح خلف ، الذي صرح بأنه "من غير المقبول احتلال أراضي الآخرين بالقوة" وادعى أن منظمة التحرير الفلسطينية كانت ستدعم قرارًا يدعو إلى انسحاب العراق من الكويت "لو لم يكن إدانة"، وفيصل الحسيني ، الذي دعا إلى "استعادة حق الكويت في تقرير المصير".  في 14 أغسطس 1990، كتب يوسف م. إبراهيم من صحيفة نيويورك تايمز أن منظمة التحرير الفلسطينية كانت "منقسمة بشدة حول السياسة التي يجب اتباعها"، حيث أصدرت أجزاء وأفراد مختلفون من المنظمة بيانات بدت متناقضة مع بعضها البعض. 
في 19 أغسطس/آب، أصدرت منظمة التحرير الفلسطينية بيانًا زعمت فيه أنها ضحية "حملة إعلامية سياسية شرسة" شوّهت موقفها من الأزمة، وأنها تدعو ببساطة إلى تسوية تفاوضية.  وفي وقت لاحق من أغسطس/آب 1990، أدلى عرفات بأول بيان رسمي له بشأن الأزمة، مُلخّصًا موقف منظمة التحرير الفلسطينية بأنه يرغب في العمل كوسيط في الأزمة، ودعم حل عربي للأزمة دون تدخل أمريكي، وربط الانسحاب العراقي من الكويت بالانسحاب الإسرائيلي من فلسطين وسوريا ولبنان، وكذلك بالانسحاب السوري من لبنان. 
بعد اجتماعه مع وزير الخارجية الفرنسي رولان دوما في منتصف أكتوبر/تشرين الأول، زعم عرفات أن التدخل الأجنبي ضد العراق "سيكون كارثة على الجميع"، لكنه صرح بأنه "متفائل، وأنا أواصل جهودي للتوصل إلى حل سلمي في سياق عربي بالتعاون الدولي". 
في أوائل يناير/كانون الثاني 1991، اشتكى عرفات من أن الولايات المتحدة "تطلب من الفلسطينيين فتح محادثات مع أعدائهم الإسرائيليين"، دون أن تكون راغبة في فتح محادثات مع العراق، ودعا المجتمع الدولي "لحل جميع المشاكل في الخليج والشرق الأوسط".  في ذلك الشهر، زار عرفات العراق للقاء حسين.  في 7 يناير/كانون الثاني، ألقى عرفات كلمة في تجمع جماهيري في بغداد، متعهدًا بأن فلسطين والعراق ستقفان "معًا جنبًا إلى جنب". 

### دعم العراق في الأراضي الفلسطينية المحتلة
كان هناك دعم شعبي واسع النطاق للعراق بين سكان الأراضي الفلسطينية المحتلة.  وعُقد عدد من المظاهرات الصغيرة في المدن الفلسطينية عقب الغزو العراقي دعماً للعراق،  واحتفل بعض الفلسطينيين عندما بدأت العراق هجماتها بصواريخ سكود ضد إسرائيل عام 1991.  ووفقاً لهيلينا ليندهولم شولتز من جامعة جوتنبرج ، "كان الجو في الضفة الغربية وغزة أثناء حرب الخليج مليئاً بالتوقعات المحمومة".  وكتب عالم السياسة والناشط الأمريكي نورمان فينكلشتاين عام 1992 أن "قلة من الأشخاص الذين قابلتهم في فلسطين فهموا أن الهتاف لصواريخ سكود كان قضية "مثيرة للجدل". 
وفي أواخر أغسطس/آب 1990، دعا مفتي القدس الشيخ سعد الدين العلمي الحسين إلى "التخلص من الجيش الأميركي وحلفائه المنتشرين على الأراضي السعودية" و"العمل على تطهير الأماكن المقدسة للإسلام في مكة والمدينة من الغزاة الأجانب". 

### الدعم للعراق بين المواطنين العرب في إسرائيل
أعرب عضو البرلمان عن الحزب العربي الديمقراطي عبد الوهاب دراوشة عن دعمه للغزو العراقي، قائلاً في أغسطس/آب 1990 إن "الإمبريالية البريطانية فصلت الكويت عن العراق. ونحن ندعم عودة الحقوق التاريخية". 

## الأسباب

### الغموض الاستراتيجي لمنظمة التحرير الفلسطينية
وفقًا للصحفيين جاك أندرسون وديل فان آتا ، كان عرفات "يحاول استعادة مصداقيته لدى البيت الأبيض وإثبات قدرته على العمل كصانع سلام".  ووفقًا لفيليب مطر من معهد الدراسات الفلسطينية ، "يُعرف عرفات ببراعته في الغموض، مما يجعله يبدو وكأنه كل شيء للجميع. وقد ساعده نهج "نعم/لا" خاصته في السياسة والدبلوماسية على الحفاظ على وحدة الجماعات الفلسطينية المتباينة والنجاة من حقول ألغام السياسة العربية. ويبدو أن موقف منظمة التحرير الفلسطينية خلال أزمة الخليج يتماشى مع هذا النهج".  في أكتوبر/تشرين الأول 1990، زعمت مجلة تايم أن "عرفات، من وجهة نظره، يُخفي رهاناته. وسواءً كانت هناك حرب أم سلام، فهو يعتقد أنه يجب معالجة القضية الفلسطينية. علاوة على ذلك، إذا تُوُصِّل إلى حل سلمي في الخليج، فإنه يعتقد أنه سيشارك في الفضل كوسيط". 

### القوة العسكرية العراقية
وقد لاحظت الباحثة الأميركية شيريل روبنبرج أنه مع بدء انهيار الاتحاد السوفييتي في أواخر ثمانينيات القرن العشرين ، أصبحت منظمة التحرير الفلسطينية "بدون دعم دبلوماسي من قوة عظمى"، في حين كانت العلاقات مع سوريا في عهد حافظ الأسد سيئة للغاية، وكانت العلاقات مع مصر والأردن باردة، وبدأت الدول العربية في الخليج في خفض المساعدات المقدمة لمنظمة التحرير الفلسطينية خلال ثمانينيات القرن العشرين، الأمر الذي ترك وضعاً "لم يعد فيه سوى العراق حليفاً حقيقياً". 
وبحسب هيلينا ليندهولم شولتز من جامعة جوتنبرج ، فإن "صواريخ سكود التي أطلقها العراق كانت بمثابة استعراض للعضلات؛ إذ كان يُنظر إليها كما لو أن دولة عربية كانت تهدد أخيراً القوة الجوية الإسرائيلية".  ووفقاً لآن موزلي ليش من جامعة فيلانوفا ، فإن "تهديدات حسين بدت معقولة لأنه كان يسيطر على جيش قوي متمرس في المعارك وكان قد استخدم بالفعل الصواريخ والأسلحة الكيميائية في الحرب". 

### إمكانية إجراء مفاوضات السلام
وفقًا لجريج فيلو ومايك بيري، فإن الدعم الفلسطيني للغزو العراقي كان مدفوعًا بمحاولة الديكتاتور العراقي الربط بين الانسحاب العراقي من الكويت والانسحاب الإسرائيلي من الأراضي المحتلة، ولأنه ضرب الدولة الإسرائيلية بصواريخ سكود.  جادل روجر هيكوك من جامعة بيرزيت بأن بعض الفلسطينيين اعتبروا الغزو العراقي في البداية مجرد مناورة جيوسياسية وليس أزمة خطيرة، وأن الفلسطينيين اعتبروا أن "الولايات المتحدة بدت وكأنها تخون خططها التوسعية بتدخلها الفوري على المستويات العسكرية والسياسية والدبلوماسية، تاركةً مجالًا ضيقًا للحوار مع بغداد".  ووفقًا لهيكوك، فقد ولّد هذا في البداية مشاعر معادية لأمريكا بين الفلسطينيين، والتي تحولت بعد ذلك إلى مشاعر مؤيدة للعراق بعد أن ألقى حسين خطابًا بارزًا في 12 أغسطس/آب 1990 أشار فيه إلى أن أي انسحاب عراقي من الكويت سيكون مشروطًا بانسحاب إسرائيل من الأراضي الفلسطينية المحتلة. 
يرى جيروم سيغال من جامعة ميريلاند، كوليدج بارك، أن الدعم الفلسطيني للعراق نشأ جزئيًا من فشل الحكومة الأمريكية في الضغط من أجل محادثات السلام والاعتراف بدولة فلسطينية عقب إعلان الاستقلال الفلسطيني في نوفمبر 1988، والذي قبلت فيه منظمة التحرير الفلسطينية حل الدولتين لأول مرة، مما ثبط عزيمة المعتدلين الفلسطينيين.  ووفقًا لآن ليش وجو ستورك من مشروع أبحاث ومعلومات الشرق الأوسط ، "شهد الفلسطينيون تبدد مبادرتهم السلمية عندما عرقل رئيس الوزراء الإسرائيلي إسحاق شامير حتى الاجتماعات الإسرائيلية الفلسطينية التمهيدية. افتقر الحوار بين منظمة التحرير الفلسطينية والولايات المتحدة، الذي بدأ في ديسمبر 1988، إلى الجوهر. وبدا أن صدام قدم الدعم القوي الضروري للمفاوضات".  ووفقًا لنورمان فينكلشتاين ، "معظم الفلسطينيين مقتنعون بأن إسرائيل لا تفهم إلا القوة. ولن تتفاوض على السلام إلا عندما يتعين عليها أن تحسب حساب عواقب عدم التفاوض على السلام". 

### مأزق الانتفاضة الأولى
جادل المؤرخ الفلسطيني مصطفى كبها بأنه بحلول عام ١٩٩٠، كانت الانتفاضة الأولى قد وصلت إلى طريق مسدود.  ووفقًا لروجر هيكوك من جامعة بيرزيت ، فإن "العامل الرئيسي الذي برز لدى الرأي العام الفلسطيني في صيف ١٩٩٠ هو الإحباط"، إذ كان يُنظر إلى حسين على أنه شخص قوي بما يكفي لضمان الاستقلال الفلسطيني مع تعثر الانتفاضة الأولى ، واستمرار تزايد الاستيطان الإسرائيلي في الأراضي المحتلة، وتشكيل أكثر حكومة يمينية في تاريخ إسرائيل آنذاك في يونيو ١٩٩٠.  وصرحت الباحثة الفلسطينية حنان عشراوي بأن "الرئيس عباس وعد الفلسطينيين، الذين فقدوا الأمل، بإمكانية ضئيلة للتحرر. كان الكثيرون يعلمون أنها لن تنجح. ولكن إذا كانوا يحلمون بمحرر عربي على جواد أبيض، وإذا تشبثوا بهذه الفكرة في يأسهم، وفي غياب أي مظهر من مظاهر عملية السلام، فهل يُمكن لومهم حقًا؟" 
كتب بواز إيفرون من صحيفة يديعوت أحرونوت الإسرائيلية : "مع تعثر الانتفاضة، و"حوار" الولايات المتحدة مع منظمة التحرير الفلسطينية مضيعة للوقت، والعالم يقف مكتوف الأيدي - بطبيعة الحال، يتمسك بكل قشة، حتى لو كانت طُعمًا مسمومًا... إن الحماس لصدام هو في الحقيقة إحباط من أمريكا، وأوروبا، واليسار الإسرائيلي - منا جميعًا الذين فشلنا في تقليص نظام الاحتلال قيد أنملة."  وكتب جيل سيدان من وكالة التلغراف اليهودية في أغسطس/آب 1990 أن المحللين الإسرائيليين رأوا في الغالب أن دعم المواطنين العرب في إسرائيل للعراق نابع من مناورات سياسية، حيث اتخذت الشخصيات السياسية الفلسطينية مواقف أكثر صرامة ضد إسرائيل في محاولة لتطويق الفصائل الإسلامية الصاعدة، ومن خيبة الأمل في اليسار الإسرائيلي حيث بدا أي حل سياسي للصراع الإسرائيلي الفلسطيني بعيدًا أكثر من أي وقت مضى. كما أشار سيدان إلى أن بعض المحللين الإسرائيليين يعتقدون أن الفلسطينيين يهتمون بتدمير إسرائيل أكثر من إقامة دولة فلسطينية مستقلة.  كتب دون بيريتز من جامعة بينغامبتون أن المعتدلين الفلسطينيين كانوا "يفقدون السيطرة على المسلحين غير الراغبين أو غير القادرين على حساب التأثير المحتمل على المجتمع الفلسطيني للمقاومة المسلحة" بحلول عام 1990 نتيجة لتوقف الانتفاضة، مشيرًا إلى أن القيادة الوطنية الموحدة للانتفاضة أصبحت غير قادرة على فرض أوامرها باستمرار ضد قتل المتعاونين المزعومين. 

### السياسات الإسرائيلية خلال حرب الخليج
وبحسب عالم السياسة والناشط الأمريكي نورمان فينكلشتاين ، فإن بعض الفلسطينيين داخل الأراضي المحتلة اتجهوا نحو دعم الهجمات الصاروخية العراقية على إسرائيل أثناء الحرب نتيجة للسياسات الإسرائيلية تجاه الأراضي المحتلة أثناء الحرب، وخاصة أن الحكومة الإسرائيلية فرضت إغلاقاً صارماً على الأراضي وأن الحكومة وزعت أقنعة الغاز على جميع المستوطنين داخل الأراضي ولكنها رفضت توزيع أقنعة الغاز على السكان الفلسطينيين. 

### معاداة أمريكا
صرح السياسي الفلسطيني نبيل شعث بوجود "استياء عميق من دعم الولايات المتحدة لإسرائيل تراكم على مدى أربعة عقود" بين الفلسطينيين.  ووفقًا لمروان درويش وأندرو ريجبي، كان تصور حسين هو "أنه رجل رفض أن ترهبه القوة الأمريكية وبالتالي أعاد بعض الشعور بالفخر للأمة العربية". 
وفقًا لآن موزلي ليش من جامعة فيلانوفا ، كان الفلسطينيون يعتقدون أن "واشنطن حافظت على معايير مزدوجة"، مشيرين إلى قرار غير ملزم صادر عن الكونجرس الأمريكي في أبريل 1990 بدعم الاعتراف بالقدس عاصمة لإسرائيل، والفيتو الأمريكي ضد قرارات مجلس الأمن التابع للأمم المتحدة التي تدين استخدام الحكومة الإسرائيلية للقوة ضد المظاهرات الفلسطينية أثناء الانتفاضة، والانسحاب الأمريكي من المفاوضات مع منظمة التحرير الفلسطينية في أعقاب غارة على الشاطئ في مايو 1990 من قبل جبهة التحرير الفلسطينية ، وهي فصيل فلسطيني صغير.  ذكرت صحيفة واشنطن بوست في أغسطس 1990 أن مساعدي عرفات زعموا أن عرفات "تملق الولايات المتحدة لمدة 18 شهرًا ولم يكن لديه ما يقدمه"، مشيرين على وجه الخصوص إلى أنه حُرم من فرصة مقابلة كبار المسؤولين الأمريكيين والتفاوض معهم مباشرة بعد إعلان الاستقلال الفلسطيني في نوفمبر 1988 ومقارنته بنيلسون مانديلا ، الذي دُعي لمقابلة جورج بوش الأب بعد وقت قصير من إطلاق سراحه من السجن. 

### الاستياء من دول الخليج
وفقًا لآن موزلي ليش من جامعة فيلانوفا ، "لمس صدام وتر الاستياء الواسع النطاق تجاه الدول الغنية بالنفط في شبه الجزيرة العربية"، قائلةً إن حسين قدّم رواية مفادها أن "الحكام الحاليين في الخليج كانوا وسطاء راغبين وتابعين للغرب، وأن دول الخليج حجبت عمدًا المساعدات عن الشعوب العربية المدينة".  وصرح أسعد عبد الرحمن، عالم السياسة الفلسطيني وعضو المجلس الوطني الفلسطيني السابق، بأن حسين "تمكن من تسويق نفسه على أنه روبن هود الذي سيعيد توزيع الثروة العربية".  ووفقًا لآن ليش وجو ستورك من مشروع أبحاث ومعلومات الشرق الأوسط ، "أكد العراق أن النهج العربي للسلام يجب أن يقترن بتعزيز عسكري ومادي عربي شامل. يجب استثمار عائدات النفط في العالم العربي بدلًا من الخارج؛ ويجب على الحكومات العربية الغنية مساعدة الحكومات الفقيرة، ويجب إنشاء صناديق عربية خاصة لدعم الانتفاضة الفلسطينية". 

### العلاقات التاريخية بين فلسطين والعراق
وفقًا لتوفيق حداد من صحيفة فلسطين كرونيكل، "كان لدى العديد من الفلسطينيين تعاطف مسبق تجاه العراق بغض النظر عن مسألة صراعه مع الكويت. يُذكر العراق في الوعي الشعبي الفلسطيني كواحدة من الدول العربية التي حاربت الجيوش الصهيونية عامي ١٩٤٨ و١٩٦٧، وقاتلت ببسالة، على عكس دول أخرى مثل الأردن التي عقدت اتفاقات سرية مع القوات الصهيونية قبل عام ١٩٤٨ لتقسيم فلسطين بينها وبين إسرائيل المستقبلية. كما كان العراق الدولة العربية الوحيدة المتحاربة التي لم توقع اتفاقية هدنة في أعقاب النكبة."  ووفقًا لآن ليش وجو ستورك من مشروع أبحاث ومعلومات الشرق الأوسط ، "شعرت منظمة التحرير الفلسطينية بانعدام الأمن المادي والسياسي في تونس منذ الغارة الجوية الإسرائيلية في أكتوبر ١٩٨٥ واغتيال أبو جهاد في أبريل ١٩٨٨، ونقلت أجزاء كبيرة من عملياتها الإدارية والعسكرية إلى بغداد." 
ومع ذلك، فقد زعم روجر هيكوك، الأستاذ الأمريكي في جامعة بيرزيت أثناء حرب الخليج، أن "صدام حسين لم يكن يُعتبر نموذجاً للفلسطينيين قبل خطابه في 12 أغسطس/آب 1990"، مشيراً إلى الآراء المنقسمة بين الفلسطينيين حول الحرب العراقية الإيرانية خلال ثمانينيات القرن العشرين. 

## التعاون الفلسطيني مع الغزو العراقي للكويت ومقاومته له
وفقًا لكاريلي مورفيكاريل مورفي من صحيفة واشنطن بوست ، "ظل معظم الفلسطينيين [في الكويت] على الحياد، علنًا على الأقل. على سبيل المثال، لم تشهد شوارع الكويت أي مظاهرات فلسطينية لدعم بغداد، رغم ما تردد عن جهود عراقية لتنظيمها."  وبحلول منتصف نوفمبر/تشرين الثاني 1990، غادر ما يقرب من نصف الجالية الفلسطينية في الكويت البلاد.  ولم يشارك العديد من الفلسطينيين الذين بقوا داخل الكويت وعملوا في الخدمات الأساسية كالرعاية الصحية في الإضراب العام الذي دعت إليه المقاومة الكويتية. 
كان معظم الفلسطينيين في الكويت الذين تعاونوا بنشاط مع الاحتلال العراقي من البعثيين.  رتبت الحكومة العراقية لعدة مئات من الأعضاء المسلحين من الفصائل الفلسطينية البعثية الصغيرة للانتشار في الكويت أثناء الاحتلال، بما في ذلك جبهة التحرير العربية وجبهة التحرير الفلسطينية وجيش التحرير الفلسطيني . استخدم الجيش العراقي هؤلاء الأعضاء لمراقبة المجتمع الفلسطيني في الكويت وقمع الفلسطينيين الذين عارضوا الاحتلال.  كتب الاتحاد العام للمعلمين الفلسطينيين رسالة إلى حسين يشيد فيها بالغزو. 
في 5 أغسطس 1990، نظم الفرع المحلي لمنظمة التحرير الفلسطينية مظاهرة في منطقة حولي معارضة للغزو.  اغتيل زعيم فرع فتح الكويتي، رفيق القبلاوي، في يناير 1991 على يد العراق.  آوى بعض الفلسطينيين في الكويت أعضاء المقاومة الكويتية، وقاتل بعضهم بنشاط مع المقاومة.  رفض الجيش العراقي إلى حد كبير توزيع الأسلحة على الفلسطينيين في الكويت، على الرغم من طلبات منظمة التحرير الفلسطينية، بسبب مخاوف من تورطهم مع المقاومة الكويتية. 

## ردود الفعل

### النقد الفلسطيني للعراق
في 14 يناير 1991، اغتيل صلاح خلف، ثاني أعلى مسؤول في منظمة التحرير الفلسطينية، على يد منظمة أبو نضال ، وهي فصيل فلسطيني متطرف صغير ومعادٍ لمنظمة التحرير الفلسطينية. وبينما كان السبب المباشر للاغتيال هو دور خلف في عمليات منظمة التحرير الفلسطينية ضد منظمة أبو نضال، كانت هناك تكهنات واسعة النطاق بأن الاغتيال كان بأمر من حسين بسبب معارضة خلف لموقف عرفات من حرب الخليج.  قبل عدة أيام من اغتياله، قال خلف للصحفيين: "لا أريد أن ترتبط قضيتي بتدمير المنطقة العربية" واتهم حسين بتجاهل محاولات منظمة التحرير الفلسطينية لحل الأزمة سلميًا. 
كتب المفكر الفلسطيني الأمريكي إدوارد سعيد أن "هذه مسألة مبدأ. الغزو غزو"، وأنه "شعرتُ بخيبة أمل كبيرة عندما تعاطف الفلسطينيون في الضفة الغربية وغزة مع العراق وهو يهاجم الكويتيين. حتى لو كان الكويتيون متغطرسين، فلماذا يتعاطف الضحية مع الظالم؟"  وكتب المؤرخ الفلسطيني وليد الخالدي أن "المبادئ التي انتهكها صدام بغزوه الكويت كانت هي ذاتها المبادئ التي استمدت منها القضية الفلسطينية قوتها المعنوية. إن صورة "الإرهاب" التي سعى عرفات جاهدًا للتخلص منها لم تُعزز إلا من خلال ارتباطه الوثيق بصدام." 

### في الكويت
في سبتمبر/أيلول 1990، نقلت وكالة الأنباء الكويتية عن متحدث باسم الحكومة الكويتية قوله إن "الكويت كانت تنتظر من مسؤولي منظمة التحرير الفلسطينية موقفًا أخلاقيًا ومبدئيًا يرفض الغزو العراقي ويدين أعمال القتل والنهب والاغتصاب التي ارتكبتها قوات الاحتلال العراقي هناك"، لكن قيادة منظمة التحرير الفلسطينية "تتجاوز الواقع بالأكاذيب والادعاءات الملفقة".  وصرح الدبلوماسي الكويتي والأمين العام لمجلس التعاون الخليجي، عبد الله بشارة، بأن منظمة التحرير الفلسطينية "لا يحق لها أن تدير ظهرها لشرعية وجودنا بينما تعتمد هي نفسها على شرعية قضيتها لكسب تعاطف العالم. لا نقبل أي اعتذار من السيد عرفات... لطالما دعمناهم دبلوماسيًا وماليًا. لقد تهاونوا بسبب دعمنا، والآن يديرون ظهرهم لنا عندما يكون استقلالنا نفسه مهددًا". 

### دوليا
رفض رئيس الوزراء الإسرائيلي إسحاق شامير محاولات ربط الغزو العراقي بالاحتلال الإسرائيلي لفلسطين، قائلاً: "طُلب منا مرارًا الانسحاب من هذه الأراضي ومناطق أخرى في إسرائيل، ورفضنا. وسنواصل ذلك في المستقبل".  صرّح وزير الخارجية الإسرائيلي ديفيد ليفي بأن دعم منظمة التحرير الفلسطينية للغزو "كشف الوجه الحقيقي لعرفات، وأظهر للعالم أنه لا يزال يدعم الإرهاب، وأنه لا يمكن أن يكون شريكًا في مفاوضات السلام".  صرّح عضو الكنيست السابق عن حزب مبام، إليعازر غرانوت ، بأن "منظمة التحرير الفلسطينية قد ألقت بظلال من الشك على إمكانية تمثيلها للشعب الفلسطيني في المستقبل".  اتهم زعيم حزب شينوي ، أمنون روبنشتاين، منظمة التحرير الفلسطينية "بدعم طاغية وحشي عديم الضمير"، ووصف موقفها بأنه "حماقة سياسية".  ووصف عضو الكنيست المستقل، ديفيد زوكر، موقف منظمة التحرير الفلسطينية بأنه "خطأ فادح، بل خطأ تاريخي". 
رفض المسؤولون الأمريكيون دعوات منظمة التحرير الفلسطينية لربط المفاوضات بشأن الكويت بالاحتلال الإسرائيلي لفلسطين. وصرح الرئيس الأمريكي جورج بوش الأب في سبتمبر/أيلول 1990 بأنه ينبغي التعامل مع الاحتلال العراقي للكويت "دون محاولة ربطه بأي نزاع آخر لم يُحل"، واصفًا الدعوات إلى ربط الصراعين بأنها "محاولة لتقويض قرارات الأمم المتحدة".  وفي يناير/كانون الثاني 1991، كرر بوش أنه "لن يكون هناك أي ربط بين هاتين المسألتين"، بينما صرّح وزير الخارجية الأمريكي جيمس بيكر قائلاً: "لن نوافق على أي شيء من شأنه ربط المشكلة الكويتية العراقية بمشاكل أخرى". 
وصف وزير الخارجية البريطاني دوغلاس هورد دعم عرفات للعراق بأنه "خطأ جسيم".  وصرح وزير الخارجية الإيطالي جياني دي ميشيلس بأن "الاتحاد الأوروبي سيضطر إلى إعادة تقييم موقفه" تجاه منظمة التحرير الفلسطينية.  وزعم رئيس الوزراء الأسترالي بوب هوك أن "قيادة منظمة التحرير الفلسطينية، بدعمها لصدام حسين، ألحقت ضررًا بالغًا بمصداقيتها الدولية". 
مع ذلك، أبدت بعض الشخصيات الدولية بعض الدعم لربط احتلال الكويت باحتلال فلسطين. جادل الرئيس الأمريكي الأسبق جيمي كارتر في صحيفة نيويورك تايمز بأنه "لا سبيل لفصل أزمة الخليج عن القضية الإسرائيلية الفلسطينية"، مدعيًا أنه حتى لو هُزم الاحتلال العراقي بالحرب، "فسيظهر ضغط أكبر داخل المجتمع الدولي لعقد مؤتمر سلام" بشأن الصراع الإسرائيلي الفلسطيني.  وفي معرض دعمه للتحرك الدولي ضد العراق، صرّح الزعيم السوفيتي ميخائيل غورباتشوف بأن "هناك صلة هنا، لأن الفشل في إيجاد حل في الشرق الأوسط ككل له تأثير أيضًا على الصراع". 

## التأثير

### حظر التجول في فلسطين خلال حرب الخليج
خلال حرب الخليج، فرضت الحكومة الإسرائيلية حظر تجول دام قرابة شهرين على السكان الفلسطينيين في قطاع غزة والضفة الغربية، مما أجبرهم على البقاء في منازلهم على مدار الساعة. وبررت الحكومة الإسرائيلية حظر التجول بالإشارة إلى الدعم الفلسطيني للعراق، قائلةً إن هذا الإجراء كان ضروريًا لمنع الفلسطينيين من شن هجمات دعمًا للعراق. وكان حظر التجول هذا هو الأطول الذي تفرضه الحكومة الإسرائيلية على فلسطين منذ بدء الاحتلال الإسرائيلي عام 1967. 
كان لحظر التجول تأثير سلبي كبير على الأوضاع الاجتماعية والاقتصادية داخل الأراضي الفلسطينية المحتلة. ووفقًا لدون بيريتز من جامعة بينغهامتون ، فإن حظر التجول "أدى إلى توقف الاقتصاد بأكمله تقريبًا". 
وقد التزم الفلسطينيون إلى حد كبير بحظر التجول دون مقاومة، مما أدى إلى وقف فعال للانتفاضة الأولى في أوائل عام 1991. 

### تراجع العلاقات الفلسطينية الكويتية
لقد ألحق دعم منظمة التحرير الفلسطينية للعراق ضررًا بالغًا بالعلاقات الكويتية الفلسطينية ومكانة الجالية الفلسطينية في الكويت.  وبعد تحرير الكويت، طُرد أغلب الفلسطينيون المتبقيون داخل البلاد من قبل الحكومة الكويتية أو فروا خوفًا من الانتقام . 
في يوليو/تموز 1991، نقلت صحيفة لوس أنجلوس تايمز عن مسؤول كويتي كبير دعوته إلى "إبعاد الفلسطينيين إلى طي النسيان"، قائلاً إن "كل واحد منهم عبارة عن قنبلة موقوتة". 

### السياسة الداخلية الفلسطينية
وبحسب جوديث ميلر من صحيفة نيويورك تايمز ، فإن الحرب "أدت إلى توسيع الانقسامات بين الفلسطينيين، وقسمتهم بشكل علني للمرة الأولى، ليس فقط من الناحية الأيديولوجية، بل وأيضاً من الناحية الجغرافية والاقتصادية"، و"عمقت يأس الفلسطينيين ـ في كل مكان". 
أضرّ فشل موقف منظمة التحرير الفلسطينية من الغزو بمكانتها في الساحة السياسية الفلسطينية عقب الهزيمة الساحقة للعراق. ووفقًا لجوديث ميلر من صحيفة نيويورك تايمز ، شهدت الحرب "أسوأ خلاف في صفوف منظمة التحرير الفلسطينية منذ سنوات"، ولكن على الرغم من الانتقادات العلنية لقيادة عرفات للمنظمة، "لا توجد جهود جادة لاستبداله، ويعود ذلك إلى حد كبير إلى عدم وجود بدائل معقولة".  ونتيجةً لتخفيضات تمويلها، اضطرت منظمة التحرير الفلسطينية إلى إغلاق عدد كبير من مكاتبها وفرض تخفيضات على العديد من برامجها الاجتماعية داخل الأراضي المحتلة.  وصرح هاني الحسن ، المؤسس المشارك لحركة فتح والمعتدل، لصحيفة لوس أنجلوس تايمز في يوليو/تموز 1991 بأنه "بعد كل ما حدث، أشعر بالإهانة". 
استفادت حركة حماس، القومية الإسلامية المناهضة لمنظمة التحرير الفلسطينية، من موقف منظمة التحرير الفلسطينية الذي تأسس حديثًا ونما بسرعة.  ووفقًا للمؤرخ الفلسطيني مصطفى كبها ، "لم تنطبق العقوبات المفروضة على منظمة التحرير الفلسطينية، والتي فُرضت بوقف دعم دول الخليج، على حماس ، التي أعلنت أن العراق يجب أن ينسحب من الكويت. وقد دعمت الأموال التي تملأ خزائن حماس العملية السريعة لبناء المؤسسات، وتأسيس مكتب سياسي، وإنشاء فرع عسكري يسمى أفواج عز الدين القسام".  بالإضافة إلى إعادة توجيه الأموال نحوها، تحركت حماس أيضًا للاستفادة من خيبة الأمل المتزايدة بين الفلسطينيين، حيث نقلت صحيفة نيويورك تايمز عن أحد المحللين الفلسطينيين في يوليو 1991 قوله إن "منظمة التحرير الفلسطينية لا تزال تمثل الفلسطينيين سياسيًا، لكن حماس تعكس يأسهم بشكل متزايد". 

### السياسة الدولية
وفقًا للباحث الأسترالي إيان بيكرتون، فإن دعم منظمة التحرير الفلسطينية للعراق "قوض وأضعف الجهود الدبلوماسية لمنظمة التحرير الفلسطينية".  ووفقًا للمؤرخ الفلسطيني مصطفى كبها ، فإن الضرر الذي أحدثه دعم منظمة التحرير الفلسطينية للعراق أثناء حرب الخليج ساعد في دفع منظمة التحرير الفلسطينية نحو تأييد مؤتمر مدريد الذي نظمته الولايات المتحدة عام 1991. 
وفقًا ليوسف م. إبراهيم من صحيفة نيويورك تايمز ، عقب تحرير الكويت، "يبدو أن جميع الدول العربية الرئيسية تقريبًا، بما في ذلك دول معتدلة مثل السعودية ومصر، بالإضافة إلى دول متشددة مثل سوريا، قد قررت عدم التعامل معه تجاريًا. حتى أصدقاء قدامى مثل الأردن والجزائر ينأون بأنفسهم الآن عن السيد عرفات ورفاقه."  ووفقًا لوزير الحكومة المصرية السابق إسماعيل صبري عبد الله ، "كان المصريون عمومًا يثقون بعرفات. والآن يلومه المصريون. إنهم لا يفهمون موقفه."  طردت حكومة قطر معظم الفلسطينيين المقيمين داخل البلاد، بينما تحركت المملكة العربية السعودية لطرد الفلسطينيين العاملين في وزارة دفاعها. 
إلى جانب تقويض الدعم الدبلوماسي الدولي لفلسطين، كان لدعم العراق أثرٌ في تقويض التعاطف الشعبي مع الفلسطينيين بين الجماهير الدولية، والذي تراكم نتيجةً للحملة الإسرائيلية على الانتفاضة الأولى على مدى السنوات الثلاث السابقة. كتب الصحفي روبرت ماهوني من رويترز في أواخر يناير/كانون الثاني 1991 أن "صور التلفزيون لجنود إسرائيليين يطلقون النار على الفلسطينيين قد استُبدلت بلقطاتٍ مروعة لسكان تل أبيب يُنتشلون من تحت الأنقاض بعد هجوم عراقي... ولم تكن الأخبار الواردة من الأراضي المحتلة سوى صيحات النصر التي يطلقها الفلسطينيون في كل مرة يسقط فيها صاروخ سكود على إسرائيل."  ووفقًا لجويل برينكلي من صحيفة نيويورك تايمز ، "لم ينظر العالم، منذ حرب أكتوبر قبل نحو 18 عامًا، إلى إسرائيل بهذا القدر من الود، معتبرًا إياها ضحيةً مجددًا - وهو تناقضٌ صارخٌ مع الصورة التي وُصفت بها خلال السنوات الأولى للانتفاضة الفلسطينية." 
كما أضر الدعم الفلسطيني للعراق بحركة السلام الإسرائيلية .  ووفقاً لدون بيريتز من جامعة بينغامبتون ، فإن الهجمات الصاروخية العراقية والدعم الفلسطيني لهذه الهجمات "ساعدا في تقويض التقدم الذي تم إحرازه خلال السنوات القليلة الماضية في تغيير النظرة الإسرائيلية للفلسطينيين"، مشيراً إلى أن جماعة السلام الإسرائيلية الأبرز، السلام الآن ، دعمت تدخل التحالف ضد العراق. 

## العواقب
في عام 2001، قام فيصل الحسيني بأول زيارة رسمية إلى الكويت من قبل مسؤول من السلطة الفلسطينية منذ حرب الخليج.  توفي ياسر عرفات في نوفمبر 2004. وفي الشهر التالي، أصدر خليفة عرفات في رئاسة منظمة التحرير الفلسطينية ، محمود عباس ، اعتذارًا رسميًا للكويت عن دعم منظمة التحرير الفلسطينية للغزو العراقي.   في عام 2013، أعيد افتتاح سفارة فلسطين في مدينة الكويت لأول مرة منذ حرب الخليج، وصرح السفير الفلسطيني الجديد رامي طهبوب قائلاً: "لا أعتقد أننا سنعود أبدًا إلى ما قبل عام 1990، لكن العلاقات ستستمر في التحسن لصالح الشعبين". 